# 蓮聖
蓮聖（れんしょう）は、平安時代中期の僧侶。

## 略歴
康保元年（964年）頃に得度、興福寺に属する。正暦2年（991年）維摩会の研学竪義を務める。寛弘元年（1004年）法華寺別当に就任。寛弘2年（1005年）維摩会講師に進む。
寛弘3年（1006年）6月、大和国の住人で大和守源頼親の郎党・当麻為頼と興福寺の所領論争が激化し、為頼による興福寺荘官殺害事件が発生。蓮聖は報復として僧3,000名を率いて為頼の邸宅を攻撃し、屋敷と田畑200余町を焼き払った。国司の頼親はこれを不法行為として報告したため、朝廷は蓮聖の公請を停止する処分を下した。翌月、興福寺は別当定澄を筆頭に僧2,000を率いて入京して強訴に及び、検非違使に退けられると続いて蓮聖の赦免と頼親・為頼の停任を要求した。後者は左大臣・藤原道長によって退けられたが、蓮聖の宥免については再度申し立てを命じられている。